# Matringhem
Matringhem település Franciaországban, Pas-de-Calais megyében. Lakosainak száma 174 fő (2022. január 1.). Matringhem Vincly, Beaumetz-lès-Aire, Hézecques, Mencas, Radinghem és Senlis községekkel határos.

## Népesség
A település népességének változása:
| Lakosok száma | 192  | 192  | 195  | 185  | 180  | 174  | 175  | 174  | 174  |
|               | 2013 | 2015 | 2016 | 2017 | 2018 | 2019 | 2020 | 2021 | 2022 |